# Brachystoma serrulatum
Brachystoma serrulatum är en tvåvingeart som beskrevs av Friedrich Hermann Loew 1861. Brachystoma serrulatum ingår i släktet Brachystoma och familjen Brachystomatidae. Inga underarter finns listade i Catalogue of Life.